# Lingreville
Lingreville és un municipi francès situat al departament de la Manche i a la regió de Normandia. L'any 2007 tenia 954 habitants.

## Demografia

### Població
El 2007 la població de fet de Lingreville era de 954 persones. Hi havia 430 famílies de les quals 134 eren unipersonals (61 homes vivint sols i 73 dones vivint soles), 170 parelles sense fills, 114 parelles amb fills i 12 famílies monoparentals amb fills.
La població ha evolucionat segons el següent gràfic:
Habitants censats

### Habitatges
El 2007 hi havia 951 habitatges, 432 eren l'habitatge principal de la família, 478 eren segones residències i 41 estaven desocupats. 677 eren cases i 17 eren apartaments. Dels 432 habitatges principals, 328 estaven ocupats pels seus propietaris, 99 estaven llogats i ocupats pels llogaters i 4 estaven cedits a títol gratuït; 3 tenien una cambra, 24 en tenien dues, 79 en tenien tres, 122 en tenien quatre i 204 en tenien cinc o més. 358 habitatges disposaven pel capbaix d'una plaça de pàrquing. A 215 habitatges hi havia un automòbil i a 173 n'hi havia dos o més.

### Piràmide de població
La piràmide de població per edats i sexe el 2009 era:
| Homes | Edats   | Dones |
| ----- | ------- | ----- |
| 0     | 95 o +  | 0     |
| 0     | 90 a 94 | 8     |
| 0     | 85 a 89 | 0     |
| 0     | 80 a 84 | 8     |
| 36    | 75 a 79 | 28    |
| 28    | 70 a 74 | 40    |
| 48    | 65 a 69 | 44    |
| 48    | 60 a 64 | 28    |
| 20    | 55 a 59 | 12    |
| 20    | 50 a 54 | 28    |
| 44    | 45 a 49 | 28    |
| 24    | 40 a 44 | 32    |
| 24    | 35 a 39 | 32    |
| 32    | 30 a 34 | 28    |
| 28    | 25 a 29 | 20    |
| 20    | 20 a 24 | 8     |
| 32    | 15 a 19 | 16    |
| 44    | 10 a 14 | 32    |
| 32    | 5 a 9   | 8     |
| 24    | 0 a 4   | 8     |

## Economia
El 2007 la població en edat de treballar era de 521 persones, 382 eren actives i 139 eren inactives. De les 382 persones actives 347 estaven ocupades (196 homes i 151 dones) i 35 estaven aturades (19 homes i 16 dones). De les 139 persones inactives 65 estaven jubilades, 24 estaven estudiant i 50 estaven classificades com a «altres inactius».

### Ingressos
El 2009 a Lingreville hi havia 443 unitats fiscals que integraven 943,5 persones, la mediana anual d'ingressos fiscals per persona era de 15.353 €.

### Activitats econòmiques
Dels 49 establiments que hi havia el 2007, 1 era d'una empresa extractiva, 2 d'empreses alimentàries, 2 d'empreses de fabricació d'altres productes industrials, 5 d'empreses de construcció, 19 d'empreses de comerç i reparació d'automòbils, 4 d'empreses de transport, 3 d'empreses d'hostatgeria i restauració, 1 d'una empresa financera, 2 d'empreses immobiliàries, 2 d'empreses de serveis, 6 d'entitats de l'administració pública i 2 d'empreses classificades com a «altres activitats de serveis».
Dels 12 establiments de servei als particulars que hi havia el 2009, 1 era una oficina de correu, 3 tallers de reparació d'automòbils i de material agrícola, 2 autoescoles, 1 paleta, 2 lampisteries, 2 electricistes i 1 perruqueria.
Dels 4 establiments comercials que hi havia el 2009, 1 era una botiga de més de 120 m², 1 una botiga de menys de 120 m², 1 una fleca i 1 una joieria.
L'any 2000 a Lingreville hi havia 48 explotacions agrícoles que ocupaven un total de 575 hectàrees.

## Equipaments sanitaris i escolars
L'únic equipament sanitari que hi havia el 2009 era una farmàcia.
El 2009 hi havia una escola elemental.

## Poblacions més properes
El següent diagrama mostra les poblacions més properes.